# Hafenpreppach
Hafenpreppach ist ein Gemeindeteil des Marktes Maroldsweisach im unterfränkischen Landkreis Haßberge in Bayern.

## Geographie
Das Pfarrdorf liegt etwa 17 Kilometer südwestlich von Coburg zwischen dem Beerrangen, dem Sandberg und dem Riedelzug des „Schwarzen Feldes“. Nach Osten hin öffnet sich die Talmulde der Alster zu. Im Norden führt die Bundesstraße 303 von Coburg Richtung Schweinfurt vorbei. Die Staatsstraße 2428 verbindet Hafenpreppach mit Wasmuthhausen.

## Geschichte
Die Siedlung entstand um 800, als die Karolinger eine fränkische Meierei einrichteten. In der Nähe befindet sich der Burgstall Alte Burg, ein Ringwall vermutlich des frühen Mittelalters.
Die erste urkundliche Erwähnung war 1290, als der Würzburger Bischof Manegold das Schloss Geiersberg unter anderem mit der zum Schloss gehörigen Meierei „Breitenpach“ an Karl von Heldritt verpfändete. Die Lagebezeichnung „hinter dem Schloss Altenstein“ und die Reihenfolge der Aufzählung unmittelbar nach Wasmuthhausen und Merlach sind Indizien, dass Hafenpreppach und nicht Unterpreppach beschrieben wurde. Im Jahr 1456 erhielt Jörg von Stein zu Altenstein drei Teile des Zehnt zu „Gerewt bey Hafenbreitbach“. Ende des 15. Jahrhunderts gehörte Hafenpreppach zur Urpfarrei und zum Zentgericht Seßlach. Herzog Johann Friedrich bedachte 1532 Wilhelm von Stein, der 1560 ein Schloss errichten ließ, mit dem Ort. Veit von Stein berief 1617 einen Pfarrer, für den er den Bau eines Pfarrhauses veranlasste. Schulden zwangen die von Stein zum Verkauf des Gutes im Jahr 1675 an Heinrich Philipp von Heßberg, der die Liegenschaften 1711 an den Würzburger Bischof Johann Philipp von Greiffenclau zu Vollraths veräußerte. Das Gut umfasste neben dem Schloss 23 Häuser, ein Wirtshaus, zwei Schneidmühlen und eine Ziegelbrennerei mit Vogtei. Dem Würzburger Kelleramt mussten in Hafenpreppach zehn Häuser und ein Wirtshaus Zins entrichten, den Freiherren von Lichtenstein sieben Häuser und dem Haus Sachsen-Römhild als Rittermannslehen eine Schenkstatt.
Nach der Säkularisation des Bistums Würzburg verkaufte 1816 Philipp Carl Anton Ignatius von Greiffenclau-Vollraths das Rittergut für 50.000 Gulden an den Würzburger Bankier Jakob von Hirsch. Die Familie derer von Hirsch veräußerten die Liegenschaften für über eine Million Goldgulden im Februar 1859 an Caroline Banck-van Hoff aus Den Haag, deren verstorbener Ehemann Johann Erich Banck als Plantagenbesitzer und Zuckerfabrikant auf Java zu Wohlstand kam. Frau Banck trat den gesamten Güterkomplex, unter anderem mit den Schlössern in Gereuth und Hafenpreppach, ihren Schwiegersöhnen Ferdinand Carl Prieger und Oskar Prieger ab. Oskar Prieger ließ sich 1863 von seinem Bruder abfinden. Karl Ferdinand August Prieger, Sohn von Ferdinand Carl Prieger und späterer 2. Vizepräsident des Bayerischen Landtags, bezog im Jahr 1909 das Schloss in Hafenpreppach. Er ließ unter anderem den Dorfsee und im Wald den Herthasee anlegen.
1862 wurde Hafenpreppach in das neu geschaffene bayerische Bezirksamt Ebern eingegliedert. 1871 zählte der Ort 347 Einwohner und 65 Wohngebäude. Im Jahr 1900 hatte die Landgemeinde 344 Einwohner, von denen 314 evangelisch waren, und 68 Wohngebäude. Die evangelische Pfarrei und Schule waren im Ort. Die Katholiken gehörten zum Sprengel der katholischen Pfarrei im 6,5 Kilometer entfernten Seßlach. Die zuständige katholische Schule befand sich im 3,0 Kilometer entfernten Wasmuthhausen. 1925 zählte der Ort 348 Personen in 69 Wohngebäuden.
1936 übernahm Karl Priegers Tochter Alexa, die mit Edgar Riehl, einem Mitglied der Geschäftsleitung der Henkel-Werke, verheiratet war, das Rittergut mit allen Besitzungen. Im Zweiten Weltkrieg fiel 1942 deren einziges Kind, der Sohn Helmuth Riehl. In der Folge entstand 1947 aus dem Hafenpreppacher Besitz die Helmuth-Riehl-Stiftung, die unter der Treuhänderschaft des Bayerischen Roten Kreuzes anfangs ein Versehrtenheim und später ein Kindererholungsheim betrieb. 1978 wurde das Heim aus wirtschaftlichen Gründen geschlossen.
Nach dem Zweiten Weltkrieg errichtete die Gemeinde ein Schulhaus für eine zweiklassige Volksschule. Ab 1960 folgte der Anschluss an die zentrale Wasserversorgung und der Bau einer Kanalisation und eines Klärwerkes. 1950 bestanden in dem Pfarrdorf 74 Wohngebäude mit 455 Einwohnern. Im Jahr 1970 zählte Hafenpreppach 331, 1987 305 Einwohner sowie 90 Wohnhäuser mit 106 Wohnungen.
Am 1. Juli 1972 wurde der Landkreis Ebern aufgelöst und Hafenpreppach kam zum Haßberg-Kreis. Am 1. Januar 1978 folgte die Eingliederung der Gemeinde nach Maroldsweisach.

## Baudenkmäler
Ein erstes Schloss wurde 1560 errichtet und 1960 gesprengt. In den Jahren 1714 bis 1718 entstand das heutige Schloss im Barockstil.

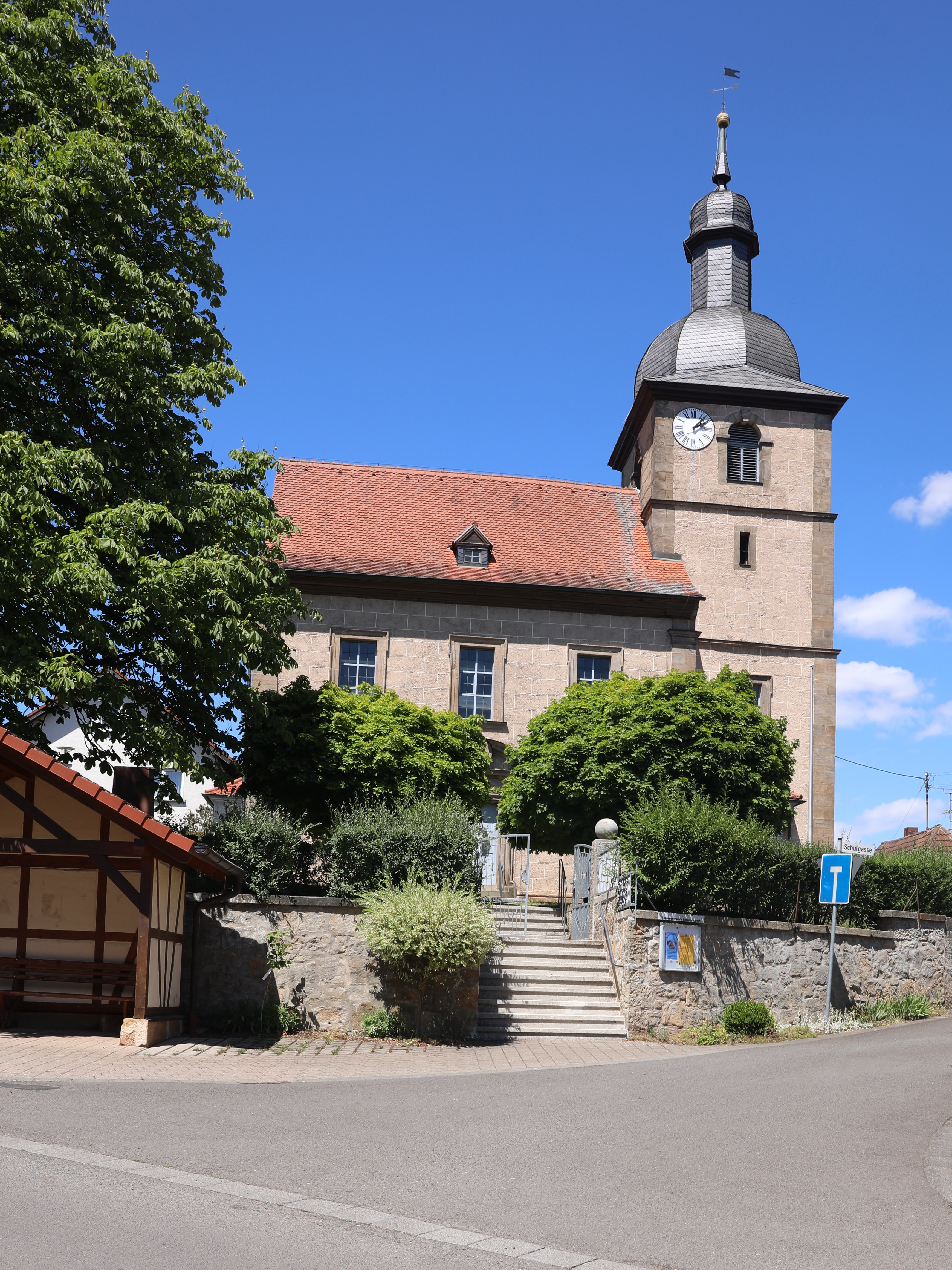
Evangelisch-lutherische Pfarrkirche zur Heiligen Dreifaltigkeit

Die evangelisch-lutherische Pfarrkirche zur Heiligen Dreifaltigkeit wurde erstmals 1520 als St. Jakobskirche erwähnt. Sie gehörte als Tochterkirche zur Urpfarrei Seßlach. 1530 wurde die Reformation eingeführt. Die heutige Spätbarockanlage, eine Saalkirche mit einem Mansardwalmdach, wurde 1722 eingeweiht. Der dreigeschossige, 28 Meter hohe Fassadenturm hat eine Welsche Haube. Im Sockelgeschoss befindet sich der Chorraum, der von einem Kreuzgewölbe überspannt wird.
In der Bayerischen Denkmalliste sind insgesamt fünf Baudenkmäler aufgeführt.

## Persönlichkeiten
- Erdmann Rudolf Fischer (1687–1776) wurde in Hafenpreppach geboren und war ein deutscher lutherischer Theologe.